# Schwesterlein
Schwesterlein, em inglês: My Little Sister (bra:Minha Irmã/prt:Irmãzinha) é um filme de drama da Suíça de 2020 dirigido por Stéphanie Chuat e Véronique Reymond. Ele foi selecionado para concorrer ao Urso de Ouro na seção de competição principal do 70º Festival Internacional de Cinema de Berlim. Foi selecionado como a entrada suíça para o Melhor Longa-Metragem Internacional no Oscar 2021, mas não foi indicado.

## Sinopse
Uma dramaturga talentosa empurra seu irmão gêmeo gay, um famoso ator de teatro, de volta aos holofotes, embora ele esteja sofrendo de câncer.

## Elenco
- Nina Hoss como Lisa
- Lars Eidinger como Sven
- Marthe Keller como Kathy
- Jens Albinus como Martin

## Recepção
No agregador de críticas Rotten Tomatoes, que categoriza as opiniões apenas como positivas ou negativas, o filme tem um índice de aprovação de 93% com base em 27 comentários dos críticos que é seguido do consenso:"Liderado por performances de primeira classe de suas estrelas, My Little Sister explora laços familiares e doenças terminais com honestidade e sensibilidade."